# Карл Меджані
Карл Меджані (араб. كارل مدجاني, фр. Carl Medjani, нар. 15 травня 1985, Ліон) — французький і алжирський футболіст, захисник турецького «Сівасспора» та національної збірної Алжиру.

## Клубна кар'єра
Вихованець футбольної акдемії французького «Сент-Етьєна». Свій перший професійний контракт уклав 2003 року з англійським «Ліверпулем», у складі основної команди якого, втім, жодної офіційної гри не провів. Натомість 2004 року був відданий в оренду до «Лор'яна», а за рік, у 2005, — до «Меца». Влітку 2006 року уклав з «Лор'яном» повноцінний контракт.
Своєю грою за останню команду привернув увагу представників тренерського штабу клубу «Аяччо», до складу якого перейшов 2007 року. Відіграв за команду з Аяччо наступні шість сезонів своєї ігрової кар'єри. Більшість часу, проведеного у складі «Аяччо», був основним гравцем захисту команди.
На початку 2013 року перейшов в «Монако», підписавши контракт на 3,5 року. Він одразу ж зайняв місце в центрі оборони монегасків і до кінця сезону встиг зіграти в 15 матчах.
Після виходу в Лігу 1, «Монако» значно посилилося новими гравцями, і тренер клубу Клаудіо Раньєрі заявив, що не бачить для Карла місця в основному складі клубу. Перед початком сезону 2013/14 його віддали в оренду в грецький «Олімпіакос», але там він зіграв лише 8 матчів у всіх турнірах за півроку та незадоволений малою ігровою практикою, повернувся до Франції. Взимку 2013/14 Меджані перейшов на правах оренди в «Валансьєн», одного з аутсайдерів Ліги 1, і провів за нього 16 матчів.
Влітку 2014 року на правах вільного агента перейшов в турецький «Трабзонспор», підписавши контракт на три роки.

## Виступи за збірні
2001 року дебютував у складі юнацької збірної Франції, взяв участь у 34 іграх на юнацькому рівні.
Протягом 2004–2006 років залучався до складу молодіжної збірної Франції. На молодіжному рівні зіграв у 5 офіційних матчах, забив 1 гол.
На рівні національних збірних вирішив грати за команду своєї історичної батьківщини і 2010 року дебютував в офіційних матчах у складі збірної Алжиру.
У складі збірної був учасником чемпіонату світу 2010 року та Кубка африканських націй 2013 року.
У червні 2014 року включений тренером Вахідом Халілходжіч до складу збірної для участі в фінальному турнірі Чемпіонату світу 2014. На турнірі зіграв в трьох матчах групового етапу.
Наразі провів у формі головної команди цієї африканської країни 57 матчів, забивши 4 голи.